# HD 138488
HD 138488，又名CD-2412155，SAO 183565、HR 5765，是一颗恒星，视星等为7，位于銀經343.69，銀緯25.31，其B1900.0坐标为赤經15h 27m 14.3s，赤緯-24° 25.31′ 4″。